# Bizaardvark
A Bizaardvark 2016-től 2019-ig futott amerikai vígjátéksorozat, amelyet Kyle Stegina és Josh Lehrman alkotott. A főbb szerepekben Olivia Rodrigo, Madison Hu, Jake Paul, Ethan Wacker és DeVore Ledridge.
Amerikai premierje 2016. június 24-én volt a Disney Channelen, a Két bébiszitter kalandjai című Disney film után. Magyarországon szintén a Disney Channel mutatta be 2016. szeptember 10-én.

## Cselekménye
A két legjobb barátnő, Paige ás Frankie egy számukra unalmas iskolában tanul, ahol mindenki furának találja őket, ezért elindítanak egy csatornát, a Bizaardvark-ot, ahova vicces videókat és zenéket tesznek fel. Ezzel a csatornával jutnak be a Vuuugle-be, az influenszerek "világába", és az iskolán kívül ott tartózkodnak, ahol megismerkednek sok más influenszerrel, köztük Ameliaval, Dirkkel és Bernie-vel, akik a két lány legjobb barátai lesznek. 

## Szereplők

### Főszereplők
| Szereplő       | Színész         | Magyar hang            | Évad |
| -------------- | --------------- | ---------------------- | ---- |
| Paige Olvera   | Olivia Rodrigo  | Csifó Dorina           | 1–3  |
| Frankie Wong   | Madison Hu      | Csuha Bori             | 1–3  |
| Amelia Kacsabő | DeVore Ledridge | Pekár Adrienn          | 1–3  |
| Bernie Schotz  | Ethan Wacker    | Pál Dániel Máté        | 1–3  |
| Zane           | Maxwell Simkins | Mayer Marcell          | 3    |
| Rodney         | Elie Samouhi    | Szalai Csongor Dominik | 3    |
| Dirk Mann      | Jake Paul       | Baráth István          | 1–2  |

### Mellékszereplők
| Szereplő         | Színész           | Magyar hang   | Évad |
| ---------------- | ----------------- | ------------- | ---- |
| Liam             | Johnathan McClain | Fekete Zoltán | 1–3  |
| Nagyi            | Ellen Ratner      | N/A           | 1–3  |
| Karen igazgatónő | Rachna Khatau     | N/A           | 2–3  |
| Wilow Kacsabő    | Caitlin Reagan    | Kobela Kíra   | 3    |

## Magyar változat
A szinkront a Disney Channel megbízásából az SDI Media Hungary készítette.
- Magyar szöveg: Lovász Ágnes
- Dalszöveg: Szalay Csongor
- Zenei rendező: Posta Victor
- Szinkronrendező: Dobay Brigitta
- Felolvasó: Endrédi Máté

## Évados áttekintés
| Évad | Évad | Epizódok | Eredeti sugárzás | Eredeti sugárzás  | Magyar sugárzás      | Magyar sugárzás      |
| Évad | Évad | Epizódok | Évadpremier      | Évadfinálé        | Évadpremier          | Évadfinálé           |
| ---- | ---- | -------- | ---------------- | ----------------- | -------------------- | -------------------- |
|      | 1    | 20       | 2016. június 24. | 2017. január 27.  | 2016. szeptember 10. | 2017. december 8.    |
|      | 2    | 22       | 2017. június 23. | 2018. április 13. | 2017. november 18.   | 2018. szeptember 29. |
|      | 3    | 21       | 2018. július 24. | 2019. április 13. | 2019. január 14.     | 2019. május 21.      |

## Gyártás
A sorozat forgatása 2016 elején kezdődött. 2016. december 15-én a Disney Channel berendelte a második évadot. 2017. július 22-én bejelentették, hogy Jake Paul otthagyja a Bizaardvarkot és a Disney Channelt is. 2018. április 19-én a Disney Channel nyilvánosságra hozta, hogy a harmadik évad premierje 2018 nyarán lesz. 2018. május 30-án bejelentették, hogy Maxwell Simkins és Elie Samouhi csatlakozott a sorozat szereplőihez.